# Villamor (Folgoso de Caurel)
Villamor (llamada oficialmente San Vicente de Vilamor) es una parroquia y una aldea española del municipio de Folgoso de Caurel, en la provincia de Lugo, Galicia.

## Límites
Limita con las parroquias de Santalla y Folgoso al norte, Pacios de la Sierra al este, Hospital y Vilar de Lor al sur, y Salcedo, Parada dos Montes y Saa al oeste.

## Organización territorial
La parroquia está formada por ocho entidades de población:
- A Campa
- Carballal
- Castro Portela
- Froxán
- Mazo Santigoso
- Vidallón
- Vilamor
- Vilar

## Demografía

### Parroquia
| Gráfica de evolución demográfica de Villamor (parroquia) entre 2000 y 2019 |
|                                                                            |
| Datos según el nomenclátor publicado por el INE.                           |

### Aldea
| Gráfica de evolución demográfica de Vilamor (aldea) entre 2000 y 2019 |
|                                                                       |
| Datos según el nomenclátor publicado por el INE.                      |

## Lugares de interés
- Iglesia de San Vicente